# Christoph Gustav Mittendorff
Christoph Gustav Mittendorff (* 12. August 1822 in Hannover; † 4. Mai 1847 in Brüssel) war ein Historiker im Königreich Hannover.

## Leben
Mittendorff war Sohn eines Lehrers und wurde zunächst von seinem Vater unterrichtet. Anschließend absolvierte er das Lyzeum in Hannover, bevor er 1841 an die Universität Göttingen wechselte. Die Idee, Medizin zu studieren, verwarf er bereits in der Schule, nachdem er ersten Operationen beigewohnt hatte. Er begann ein Studium der Theologie, wechselte auf Anraten der Professoren Wilhelm Havemann und Adolf Schaumann zum Studium der Geschichte. 1843 kam er an die Universität Berlin, an der er unter Leopold von Ranke und Jakob Grimm studierte. Im selben Jahr kehrte er nach Hannover zurück. Im Frühjahr 1844 wurde er an der Göttinger Universität zum Doktor der Philosophie promoviert.
Mittendorff bekam die Gelegenheit, bei Wilhelm von Hodenberg an dessen Veröffentlichung der Klosterurkunden mitzuwirken. Er erhielt über Hodenberg auch die Möglichkeit, im Königlichen Archiv Hannover zu forschen, unter anderem arbeitete er an einer Schrift zu Fürst Erich II. von Calenberg-Göttingen. Ab Sommer 1845 erhielt er für Forschungen im Archiv in Brüssel finanzielle Unterstützung durch die Regierung in Hannover. Diese wurden im Dezember 1845 verlängert. Er sendete Abschriften von etwa 1200 Urkunden nach Hannover.
Mittendorff erlitt ab November 1846 innerhalb kürzester Zeit fünf Mal einen Blutsturz. Die letzten Monate wurde er von seiner Schwester gepflegt.

## Werke (Auswahl)
- Otto, Herzog zum Grubenhagen, Hannover 1844.
- De Friderici Thuringorum Landgravii et Misniae marchionis vita et regno, Hannover 1844.
- Verbindung der Herzöge Ernst, Wolfgang und Philipp zu Grubenhagen mit Philipp II., König von Spanien 1556–1593, 1846.